# Mike Grella
Michele "Mike" Grella (født 23. januar 1987) er en amerikansk/italiensk fodboldspiller, der spiller hos Columbus Crew.

## Karriere

### Viborg FF
Efter et træningsophold i klubben indgik Grella i oktober 2013 en kontrakt med den danske Superligaklub Viborg FF om at spille for klubben resten af 2013. Han debuterede for klubben den 24. november 2013 i et 1-4-nederlag til FC København, da han erstattede Lucas Jensen efter 83. minutters spil. Grella forlod Viborg FF ved den korte kontrakts udløb ved udgangen af 2013.

### Carolina RailHawks
I april 2014 indgik Grella en aftale med den amerikanske klub Carolina RailHawks.